# Villamar, Campeche
Villamar är en ort i Mexiko.   Den ligger i kommunen Champotón och delstaten Campeche, i den östra delen av landet, 900 km öster om huvudstaden Mexico City. Villamar ligger 1 meter över havet och antalet invånare är 460.
Terrängen runt Villamar är mycket platt. Havet är nära Villamar åt nordväst. Runt Villamar är det glesbefolkat, med 11 invånare per kvadratkilometer. Närmaste större samhälle är Champotón, 7,7 km nordost om Villamar.